# 樋口雄太
樋口 雄太（ひぐち ゆうた、1996年10月30日 - ）は、佐賀県三養基郡上峰町出身のプロサッカー選手。Jリーグ・鹿島アントラーズ所属。ポジションはミッドフィールダー（MF）。

## 来歴
小学生の時からサガン鳥栖のアカデミーに所属し、U-17の日本代表に選出経験もあるがトップ昇格はならず鹿屋体育大学に進学した。
2018年11月、ユース時代を過ごした鳥栖への加入内定が発表された。
2019年に鳥栖に入団。3月2日のJ1リーグ・第2節ヴィッセル神戸戦に途中出場し公式戦デビューを果たした。
2020年12月16日のJ1第33節・セレッソ大阪戦にてプロ初ゴールを記録した。
2021年、背番号を鳥栖としては2016年に退団した金民友以来、欠番状態になっていた10番に変更。
2021年12月25日、鹿島アントラーズに完全移籍で加入した。

## 人物
2020年12月に自身のInstagramにて結婚を発表。2021年8月、第一子の長男が誕生した。

## 所属クラブ
- サガン鳥栖U-12
- サガン鳥栖U-15（鳥栖市立鳥栖西中学校）
- サガン鳥栖U-18（福岡常葉高等学校）[9]
- 鹿屋体育大学
- 2019年 - 2021年 サガン鳥栖
- 2022年 - 鹿島アントラーズ

## 個人成績
| 国内大会個人成績 | 国内大会個人成績 | 国内大会個人成績 | 国内大会個人成績 | 国内大会個人成績 | 国内大会個人成績 | 国内大会個人成績 | 国内大会個人成績 | 国内大会個人成績 | 国内大会個人成績 | 国内大会個人成績 | 国内大会個人成績 |
| 年度             | クラブ           | 背番号           | リーグ           | リーグ戦         | リーグ戦         | リーグ杯         | リーグ杯         | オープン杯       | オープン杯       | 期間通算         | 期間通算         |
| 年度             | クラブ           | 背番号           | リーグ           | 出場             | 得点             | 出場             | 得点             | 出場             | 得点             | 出場             | 得点             |
| 日本             | 日本             | 日本             | 日本             | リーグ戦         | リーグ戦         | リーグ杯         | リーグ杯         | 天皇杯           | 天皇杯           | 期間通算         | 期間通算         |
| ---------------- | ---------------- | ---------------- | ---------------- | ---------------- | ---------------- | ---------------- | ---------------- | ---------------- | ---------------- | ---------------- | ---------------- |
| 2019             | 鳥栖             | 30               | J1               | 1                | 0                | 5                | 0                | 2                | 0                | 8                | 0                |
| 2020             | 鳥栖             | 30               | J1               | 28               | 1                | 0                | 0                | -                | -                | 28               | 1                |
| 2021             | 鳥栖             | 10               | J1               | 37               | 6                | 2                | 0                | 3                | 1                | 42               | 7                |
| 2022             | 鹿島             | 14               | J1               | 32               | 2                | 7                | 1                | 3                | 0                | 42               | 3                |
| 2023             | 鹿島             | 14               | J1               | 33               | 3                | 3                | 0                | 1                | 0                | 37               | 3                |
| 2024             | 鹿島             | 14               | J1               | 36               | 4                | 2                | 0                | 4                | 0                | 42               | 4                |
| 通算             | 日本             | 日本             | J1               | 167              | 16               | 19               | 1                | 13               | 1                | 199              | 18               |
| 総通算           | 総通算           | 総通算           | 総通算           | 167              | 16               | 19               | 1                | 13               | 1                | 199              | 18               |

## 代表歴
- U-17日本代表
  - サニックス杯国際ユースサッカー大会（2013年）
  - ラオス遠征（2013年）